# آل عيسى (البيضاء)

تعديل مصدري - تعديل

آل عيسى هي إحدى قرى عزلة السوداء وال عيسى وحي بمديرية البيضاء التابعة لمحافظة البيضاء، بلغ تعداد سكانها 661 نسمة حسب تعداد اليمن لعام 2004.